# Дарибаев, Алтынбек Дарибаевич
Алтынбек Дарибаев (1927—1985) — советский металлург, передовик промышленного производства, почётный металлург СССР. Герой Социалистического Труда (1971). Член КПСС с 1947 года.

## Биография
Родился в 1927 году в Казахской АССР на территории современной Туркестанской области в казахской семье.
С 1943 года в период Великой Отечественной войны, в возрасте шестнадцати лет начал свою трудовую деятельность. С 1944 года был направлен в город Темиртау Карагандинской области Казахской ССР на строительство Карагандинского металлургического комбината. С 1946 года после окончания строительства основных цехов комбината, работал на этом комбинате в мартеновском цехе — сталеваром и мастером.
С 1968 по 1978 годы работал — старшим конвертерщиком Карагандинского металлургического комбината. А. Д. Дарибаев был инициатором рационализаторского предложения о внедрения в производство методов скоростной плавки, под его руководством коллектив начал давать вместо семи плавок за смену — девять плавок, тем самым повысив производственные показатели и улучшив производительность труда. К 1971 году были установлены рекордные показатели — двести пятьдесят тонн стали начали варить за сорок пять минут а в 1972 году превысили и эти рекордные показатели — в тридцать пять минут, благодаря чему с конвертера снимали уже — двадцать шесть плавок.
30 марта 1971 года Указом Президиума Верховного Совета СССР «за выдающиеся успехи, достигнутые в выполнении заданий пятилетнего плана по развитию чёрной металлургии» Алтынбек Дарибаевич Дарибаев был удостоен звания Героя Социалистического Труда с вручением ордена Ленина и золотой медали «Серп и Молот».
Помимо основной деятельностью занимался и общественно-политической работой: в 1949, 1951, 1952 и 1976 годах был делегатом IV, V, VI и XIV съездов Компартии Казахстана, в 1972 году X съезда профсоюзов Казахстана и XV съезда Профсоюзов СССР, в 1974 году был избран почётным делегатом XVII съезда ВЛКСМ.
С 1978 года вышел на заслуженный отдых.
Скончался в 1985 году в Алма-Ате.

## Награды
- Медаль «Серп и Молот» (30.03.1971)
- Орден Ленина (30.03.1971)
- Орден Трудового Красного Знамени
- Медаль «За трудовое отличие» (1959)